# كيتاغاوا أتامارو

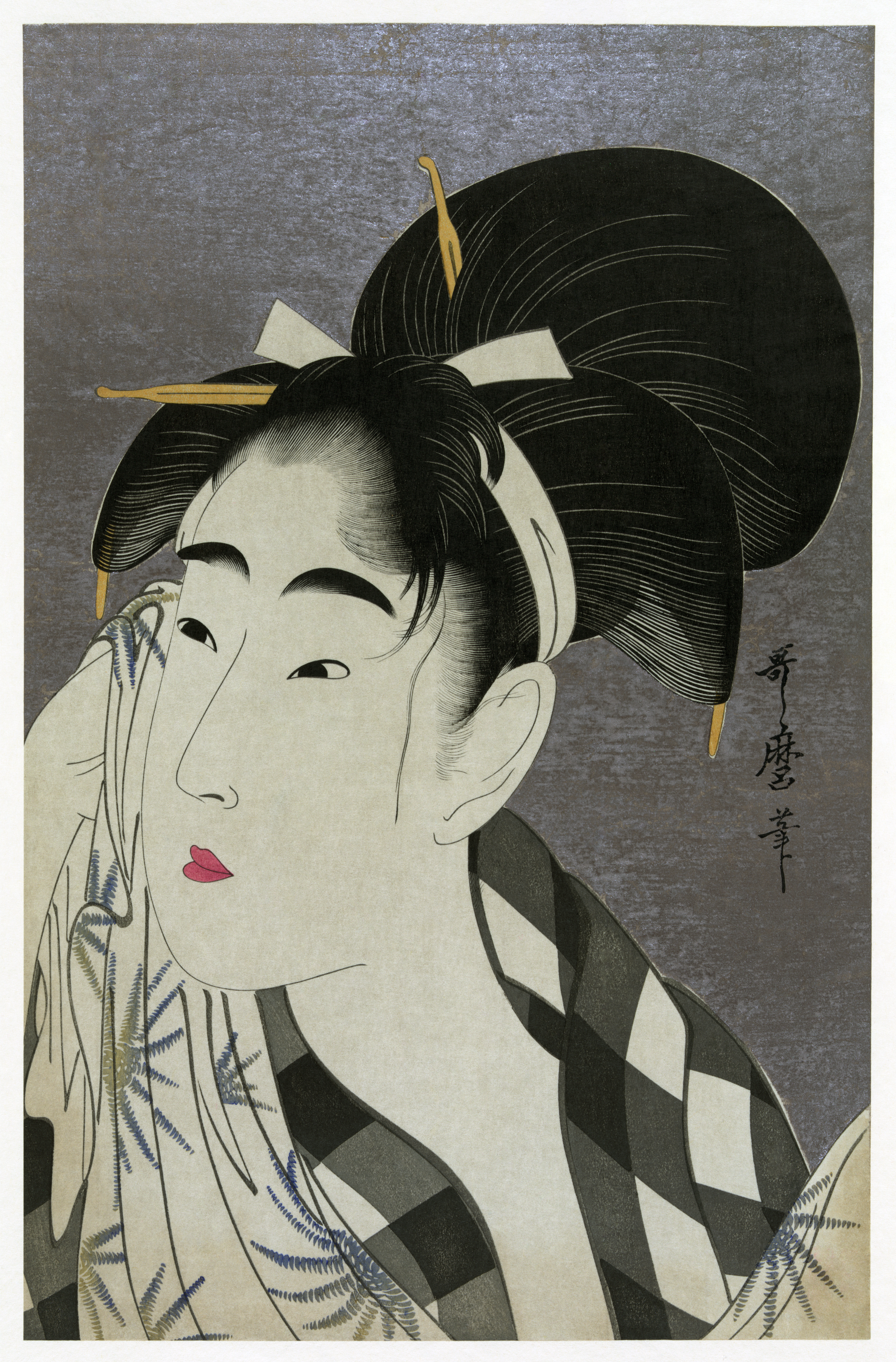
رسمة للفنان على الخشب لامرأة تمسح العرق من جبينها في عام 1798.

كيتاغاوا أتامارو (ولد في عام 1753، وتوفي في 31 أكتوبر 1806)، هو فنان ياباني مارس التصوير والرسم بالرواشم ولا يعرف الكثير عن حياته وقد اتخذ لنفسه اسم أتامارو كيتاغاوا ما بين 1780-1781 وكان يعرف من قبل باسم تيوشو أو تويواكي.
كان أتامارو يعمل في رسوم تزيينية للكتب ما بين 1775 و1780 ثم عمل في الرسم بالرواشم الخشبية. وبدت أعماله في مطلع حياته الفنية متأثرة ببعض المرموقين من الفنانين اليابانيين، وكان لأسلوب كيوناغا Kiyonaga أثر كبير في تكوينه الفني. وقد بدأت موهبته الناضجة تظهر في أسلوبه الخاص منذ 1790 وغدا أشهر رسامي الصور النسائية المعبرة عن الانفعالات المتنوعة على الوجه. واختلف في هذه الصور عن منافسه هارونوبو Harunobu الذي تخصص في تصوير الفتيات الشابات، في حين كان أتامارو يهتم بالنساء الناضجات، معبراً في صوره عن معاني الأناقة والشهوة والإغراء في أمزجة مختلفة تظهر في لون الوجوه العاجي المحصور ضمن خطوط ثابتة توحي ببشرة ناعمة رقيقة في تباين شديد مع لون الخلفية الحيادي.
أسس أتامارو مدرسة كان يغشاها عدد كبير من طلبة الفن، ووصل هو في استعمال الرواشم إلى مستوى عال يذكر له، ولكنه مال في آخر أعماله إلى التكلف والتصنع. وفي عام 1804 اتهم بانتقاد بعض القادة العسكريين المتنفذين وأودع السجن لمدة قصيرة، ولكن آثار التجربة كانت قاسية عليه.
وبدءاً من القرن التاسع عشر كان أتامارو من أوائل الفنانين اليابانيين الذين لقوا اهتماماً من الغرب. وما تزال أعماله متميزة في الفن الياباني ولاسيما ما يقع منه في نزعة أوكيو-أي Ukiyo-E وتعد في القمة منه.

## روابط خارجية
- كيتاغاوا أتامارو على موقع الموسوعة البريطانية (الإنجليزية)
- كيتاغاوا أتامارو على موقع ميوزك برينز (الإنجليزية)
- كيتاغاوا أتامارو على موقع إن إن دي بي (الإنجليزية)